# Bob & Marcia
Bob & Marcia was een Jamaicaans zangduo.

## Bezetting
- Bob Andy (Keith Anderson) (Kingston, 28 oktober 1944 - aldaar, 27 maart 2020)[2]
- Marcia Griffiths (West Kingston, 23 november 1949)[3]

## Geschiedenis
Bob & Marcia hadden een Britse hitsingle in 1970 met Young, Gifted and Black (#5). Ze volgden met Pied Piper, die zich in 1971 plaatste in de Britse Singles Chart (#11). Die twee publicaties brachten in totaal vijfentwintig weken door in die hitlijsten in een periode van minder dan achttien maanden. Ze beëindigden hun partnerschap halverwege de jaren 1970, beiden vonden dat het hen niet voldoende financiële beloning opleverde.

## Discografie

### Singles
- 1970: Young, Gifted and Black
- 1971: Pied Piper
- 1974: I Loved You

### Albums
- 1970: Young, Gifted and Black, Harry J/Trojan
- 1971: Pied Piper, Harry J/Trojan
- 1976: Sweet Memories, Nectar
- 1977: Kemar, Harry J - opnieuw uitgebracht als Really Together (1987), I-Anka
- 2002: Pied Piper - The Best of, Trojan
- ????: Always Together, Studio One
- ????: To Be Young, Gifted and Black, Star